# Red Bull RB8
De Red Bull RB8 is een Formule 1-auto, die in 2012 wordt gebruikt door het Formule 1-team van Red Bull.

## Onthulling
De RB8 werd op 6 februari 2012 onthuld op de website van Red Bull Racing. De auto wordt bestuurd door de dan regerend wereldkampioen Sebastian Vettel en Mark Webber. Vettel, die erom bekendstaat zijn chassis een meisjesnaam te geven, noemt zijn RB8 liefkozend Abbey. Met Abbey behaalde Vettel zijn derde wereldtitel.

## Technisch
| Details   | Details                  |
| --------- | ------------------------ |
| Ontwerper | Adrian Newey             |
| Motor     | Renault 2400 cc V8 (90°) |
| Gewicht   | 640 kg                   |
| Brandstof | Total                    |
| Banden    | Pirelli                  |

## Resultaten
| Resultaat                     |
| ----------------------------- |
| Winnaar                       |
| Tweede plaats                 |
| Derde plaats                  |
| Gefinisht (punten)            |
| Gefinisht (geen punten)       |
| Niet geklasseerd (NC)         |
| Uitgevallen (DNF)             |
| Niet gekwalificeerd (DNQ)     |
| Gediskwalificeerd (DSQ)       |
| Niet gestart (DNS)            |
| Gewond (INJ)                  |
| Uitgesloten (EX)              |
| Teruggetrokken (WD)           |
| Niet deelgenomen (blanco cel) |
| vetgedrukt (pole position)    |
| cursief (snelste ronde)       |

| Jaar | Chassis | Motor                | Banden | Coureurs         | 1   | 2   | 3   | 4   | 5   | 6   | 7   | 8   | 9   | 10  | 11  | 12  | 13  | 14  | 15  | 16  | 17  | 18  | 19  | 20  | Punten | WK-plaats |
| ---- | ------- | -------------------- | ------ | ---------------- | --- | --- | --- | --- | --- | --- | --- | --- | --- | --- | --- | --- | --- | --- | --- | --- | --- | --- | --- | --- | ------ | --------- |
| 2012 | RB8     | Renault RS27-2012 V8 | P      |                  | AUS | MAL | CHN | BHR | ESP | MON | CAN | EUR | GBR | GER | HUN | BEL | ITA | SIN | JPN | KOR | IND | ABU | USA | BRA | 460    | Goud      |
| 2012 | RB8     | Renault RS27-2012 V8 | P      | Sebastian Vettel | 2   | 11  | 5   | 1   | 6   | 4   | 4   | DNF | 3   | 5   | 4   | 2   | 22† | 1   | 1   | 1   | 1   | 3   | 2   | 6   | 460    | Goud      |
| 2012 | RB8     | Renault RS27-2012 V8 | P      | Mark Webber      | 4   | 4   | 4   | 4   | 11  | 1   | 7   | 4   | 1   | 8   | 8   | 6   | 20† | 11  | 9   | 2   | 3   | DNF | DNF | 4   | 460    | Goud      |

† De rijder was niet in staat de race uit te rijden maar werd toch gekwalificeerd omdat hij meer dan 90% van de race heeft gereden.
Red Bull RB8 ·
McLaren MP4-27 ·
Ferrari F2012 ·
Mercedes F1 W03 ·
Lotus E20 ·
Force India VJM05 ·
Sauber C31 ·
Toro Rosso STR7 ·
Williams FW34 ·
Caterham CT01 ·
HRT F112 ·
Marussia MR01